# Nico Niedziella
Nico Niedziella (* 31. Mai 1970 in Wolmirstedt) ist ein ehemaliger deutscher Fußballspieler. Innerhalb des DDR-Fußballverbandes spielte er unter anderem für den 1. FC Magdeburg und den FC Sachsen Leipzig in der Oberliga. Im DFB-Bereich war er für den SC Fortuna Köln in der 2. Bundesliga und für Rot-Weiss Essen in der Regionalliga aktiv.

## Sportliche Laufbahn

### Vereinskarriere
Niedziella begann 1978 mit acht Jahren bei der Betriebssportgemeinschaft Kali Wolmirstedt. Als Jugendspieler wurde er 1983 zum regionalen Fußballschwerpunkt 1. FC Magdeburg delegiert. Im Mai 1988 wurde Niedziella in zwei Oberligaspielen des FCM eingesetzt. Am 25. Oberligaspieltag der Saison 1987/88 wurde er in der 85. Minute für den Mittelfeldspieler Rolf Döbbelin eingesetzt. Eine Woche später, am letzten Saisonspieltag dieser Spielzeit, kam er bei den Magdeburgern in 70. Minute für den Linksaußenstürmer Dirk Losert auf das Feld.
Nachdem es für den damaligen Studenten zu keinen weiteren Erstligaeinsätzen für den FCM gekommen war, spielte Niedziella in der 2. Jahreshälfte 1988 bei der BSG Motor Schönebeck in der zweitklassigen Liga. Im Frühjahr 1989 wurde der ehemalige Juniorennationalspieler an die BSG Chemie Leipzig abgegeben, für die er am 24. März 1989 bei der BSG Chemie Böhlen sein erstes Punktspiel bestritt. Niedziella blieb bis 1991 in Leipzig und erlebte damit auch die Fusion der beiden Chemie-Betriebssportgemeinschaften aus Böhlen und Leipzig zum FC Sachsen Leipzig mit. Durch den Aufstieg der Böhlener 1990, konnte der FC Sachsen an der letzten eigenständigen Saison des ostdeutschen Fußballs im Oberhaus teilnehmen. 1990/91 diente die Spielzeit für die ostdeutschen Teams als Qualifikationschance für die 1. und 2. Bundesliga. In dieser Saison kam Niedziella zu fünf weiteren DDR-Oberligaspielen. Die Leipziger konnten sich aber nicht für den gesamtdeutschen Profifußball qualifizieren.
Im Sommer 1991 wechselte er für zwei Spielzeiten zum TSV Havelse in die Oberliga Nord. Zu Beginn der Saison 1993/94 wurde Niedziella Zweitligaspieler bei Fortuna Köln. Hier hatte er seine erfolgreichste Zeit als Fußballspieler. Er blieb bis 1999 bei den Fortunen und kam, inzwischen in der Abwehr spielend, auf 104 Einsätze und zwei Tore in der 2. Bundesliga. Seine beste Saison hatte er 1996/97, als er 31 der 34 Punktspiele bestritt. Die letzten 18 Punktspiele seiner Karriere bestritt Niedziella beim Regionalligisten Rot-Weiss Essen in der Saison 1999/2000. Danach musste er verletzungsbedingt seine Laufbahn als Leistungssportler beenden.

### Auswahleinsätze
Er wurde erstmals im Februar 1986 in die U-16-Nationalmannschaft der DDR berufen, mit der er anschließend acht Länderspiele bestritt. In diesen Einsätzen erzielte er fünf Treffer. Er nahm an der U-16-Europameisterschaft 1986 in Griechenland teil, bei der die DDR Platz vier erreichte.
Niedziella schaffte später den Übergang zur Juniorennationalmannschaft. In dieser absolvierte er neun Länderspiele und schoss vier Tore. 1988 gehörte er zum DDR-Aufgebot für die U-18-Europameisterschaft und gewann mit seiner Mannschaft die Bronzemedaille. Seine Leistungen in der Tschechoslowakei wurden vom Fachblatt fuwo eher kritisch betrachtet: „Blieb unter den Erwartungen. Hat auf dem internationalen Parkett Nachteile in der Schnelligkeit, Ballsicherung und Zweikampfhärte, trotz seiner 1,88 m auch häufig im Kopfballspiel.“ Im August 1988, da schon zur BSG Motor Schönebeck gehörend, wurde Niedziella einmalig in die für die WM-Teilnahme 1989 wiederbelebte U-20-Auswahl berufen, gehörte im Februar 1989 aber nicht zum DFV-Kader für das Turnier in Saudi-Arabien.

## Weiterer Werdegang
Niedziella kehrte nach Magdeburg zurück und wurde Sportkoordinator in der dortigen Bördelandhalle.